# سیتی سنتر دیره
سیتی سنتر دیره (به انگلیسی: Deira City Centre، به معنی: مرکز شهر دیره) نام یکی از مرکزهای بزرگ خرید در شهر دبی، امارات متحده عربی است که در منطقهٔ دیره واقع شده است. سیتی سنتر قبل از ساخته شدن مراکز ابن بطوطه، امارات مال و دبی مال بزرگ‌ترین مرکز خرید در شهر دبی بود. این مرکز خرید در سال ۱۹۹۶ احداث شد و مساحت آن ۱،۳۰۰،۰۰۰ فوت‌مربع (۱۲۰،۰۰۰ مترمربع) است. سیتی سنتر دارای یک ابربازار به نام کارفور است. همچنین فروشگاه آیکیا (IKEA) تا قبل از آن که مرکز خرید «واترفرونت دبی» در منطقهٔ دبی فستیوال سیتی ساخته بشود در این مکان قرار داشت.
سیتی سنتر دارای بیش از ۳۷۰ فروشگاه، ۱۱ سینما با ظرفیت ۳،۰۰۰ نفر، دو صحن خوراک (فودکورت)، یک سالن بولینگ، شهربازی «سیارهٔ جادو» (که یکی از محبوب‌ترین شهربازی‌های سرپوشیدهٔ جهان است) و یک هتل ۵ ستاره با ظرفیت ۳۱۸ اتاق و ۱۱۲ آپارتمان می‌باشد.
این مرکز خرید ۳ طبقه در سال بیش از ۲۰ میلیون بیننده را به خود جذب می‌کند.

## شعبه‌های دیگر
سیتی سنتر دیره یکی از ۷ سیتی سنتر ماجد الفطیم سازنده و مالک سیتی سنتر دیره است. ۵ سیتی سنتر دیگر در شهرهای عجمان، قاهره، اسکندریه، مسقط و شارجه ساخته شده‌اند. و یکی دیگر از سیتی سنترها در محلهٔ میردف دبی با نام سیتی سنتر میردف در سال ۲۰۱۰ افتتاح شد.

## نگارخانه

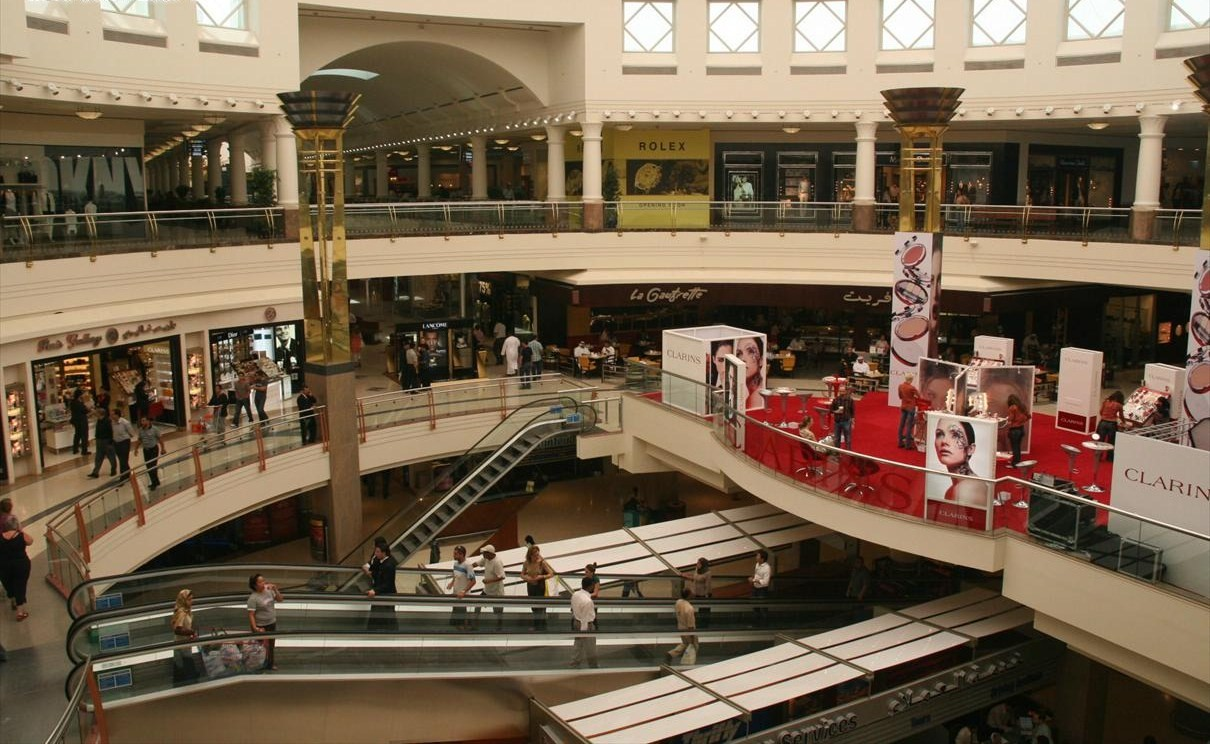
داخل سیتی سنتر دیره در سال ۲۰۰۷ میلادی.